# Palpita nigropunctalis
Palpita nigropunctalis es una especie de polillas perteneciente a la familia Crambidae descrita por Otto Vasilievich Bremer en 1864. 
Se encuentra en el este de Asia, incluyendo China (Hebei, Liaoning, Jilin, Heilongjiang, Zhejiang, Henan, Hubei, Sichuan, Guizhou, Yunnan, Shaanxi), Taiwán, Corea, Japón y el Extremo Oriente ruso (Siberia, Kuriles, Sakhalin).
Su envergadura es de 29 a 31 mm. Los adultos vuelan de abril a octubre.
Las larvas se alimentan de las flores, frutos y hojas de las especies de Ligustrum, incluyendo Ligustrum japonicum y Ligustrum lucidum. También han sido vistas en Fraxinus mandschurica.